# ハム・ヒョジュ
ハム・ヒョジュ（朝鮮語: 함효주、1984年2月17日 - 2013年6月8日）は、大韓民国のコメディアン。 

## 生涯
1984年2月17日、大韓民国でソウル特別市に生まれ、ソウル芸術大学演劇科を卒業した後、MBC公開採用15期のコメディアンとして登場した。2007年に『少女×少女』に黒薔薇役で、2010年には『トンキーは生きている』という映画を撮影しており、そのほか、『芸能パロマス』、『ギャグだよ』『笑って、もっと、笑って』、『ミュージックコミックショー』、『コメディにハマる』などに出演した。

## 死亡
2013年6月8日土曜日午前2時55分ごろ、同僚と会食した後ソウル特別市永登浦区シンギル3洞片道3車線の道路を横断していたところ、自動車にひかれ江南の病院に搬送されたが、朝方、出血過多により29歳で死去した。殯所（遺体をいったん安置する場所）はソウル聖母病院に設けられ、イ・グクジュ、チョン・ジュナ、キム・ヨンヒ、キム・ジヘ、ソ・ギョンソクらが弔問客として訪れた。2013年6月10日、遺体は盆唐区のスカイキャッスル追悼公園に埋葬された。

## 学歴
- ソウル芸術大学 演劇科

## 演技活動

### 映画
2007年:『少女×少女』... 黒バラ 役
2010年:『トンキーは生きている』

### 芸能
《コメディショー 笑えば福が来ます》 (MBC、2005年)
《ギャグだ》 (MBC、2006年~2009年)
• 九歳の人生
• 難難難
• 感動
• 島村の人々
·将棋盤とモンタージュ
《笑ってまた笑って》 (MBC、2011年~2012年)
·超圧縮ミニシリーズ
『ミュージックコミックショー』(MBC Music、2012年)
《コメディにはまる》 (MBC、2012年~2013年)
·恋はブンブンブンブン
• 清潭洞奥様

## ウェブリンク
- ハム・ヒョジュ（ミニホムピィ） - サイワールド